# برادران خونی (فیلم ۲۰۲۰)
برادران خونی (به انگلیسی: Brothers by Blood) (همچین با نام صدای فیلادلفیا نیز شناخته می‌شود)  یک فیلم سینمایی درام و جنایی محصول سال ۲۰۲۰ به نویسندگی، کارگردانی و تهیه کنندگی جرمی گوز ساخته شده و براساس رمان عشق برادرانه اثر پیت دکستر در سال ۱۹۹۱ ساخته شده‌است. در این فیلم ماتیاس خونارتس، یوئل کینامان، مایکا مونرو، پل اشنایدر، نیکلاس کروتی و رایان فیلیپ بازی می‌کنند.
اولین نمایش این فیلم در جشنواره فیلم آمریکایی دوویل در ۸ سپتامبر سال ۲۰۲۰ بود. در ۲۲ ژانویه ۲۰۲۱ توسط ورتیکال انترتینمنت اکران جهانی داشت.

## داستان
فیلم روایتی از خانواده، دوستی ها و خیانت ها در دنیای خشن اوباش فیلادلفیا است و ….

## تولید
در ماه مه ۲۰۱۸ اعلام شد که برای ساخت این فیلم که قرار بود در ماه آگوست در فیلادلفیا فیلمبرداری شود، ماتیاس خونارتس گرت هدلند و اسکوت مک‌نری برای بازیگری انتخاب شدند. در فوریه سال ۲۰۱۹، اعلام شد که یوئل کینامان، رایان فیلیپ پل اشنایدر و مایکا مونرو نیز پیوستند.
فیلمبرداری در مارس ۲۰۱۹ در شهر نیویورک آغاز شد.